# 거래소 직접 접속
거래소 직접 접속 주문 또는 거래소 직접 접속(Direct Market Access, DMA)은 주문처리 작업(후처리방식 잔고/증거금) 절차없이 증권사 시스템을 통해 바로 거래소로 주문이 전달되는 방식으로 일종의 병목이 없는 고속주문방식이다. 자기매매, 시장교란을 금지한다.

## DMA 이용
1. 한국에서 미국 거래시 선물,옵션,FX주식 직접 대규모 주문
2. 대규모 자금 운용시
3. OTC/장내파생상품거래 헤지거래 국제적으로 많이 이용